# Município de Columbia (condado de Meigs, Ohio)
Localização do Ohio nos E.U.A.
O município de Columbia (em inglês: Columbia Township) é um município localizado no condado de Meigs no estado estadounidense de Ohio. No ano 2010 tinha uma população de 1189 habitantes e uma densidade populacional de 12,2 pessoas por km².

## Geografia
O município de Columbia encontra-se localizado nas coordenadas 39° 09′ 34″ N, 82° 15′ 41″ O. Segundo o Departamento do Censo dos Estados Unidos, o município tem uma superfície total de 97.48 km², da qual 97,47 km² correspondem a terra firme e (0,01 %) 0,01 km² é água.

## Demografia
Segundo o censo de 2010, tinha 1189 pessoas residindo no município de Columbia. A densidade de população era de 12,2 hab./km².